# EAZVA-mästerskapen (damer)
EAZVA-mästerskapen är en volleybollturnering för landslag från EAZVA:s medlemsförbund. Tävlingen spelas vartannat år och har genomförts sedan 1998.

## Result per upplaga
| 1998 Mer information | Macao        | Kina   |           | Japan     | Taiwan    |           | Hongkong  | 6 |
| 2000 Mer information | Ulan Bator   | Japan  |           | Mongoliet | Kina      |           | Hongkong  | 4 |
| 2002 Mer information | Shanghai     | Kina   |           | Taiwan    | Japan     |           | Sydkorea  | 7 |
| 2004 Mer information | Taicang      | Japan  |           | Nordkorea | Taiwan    |           | Kina      | 5 |
| 2006 Mer information | Pingtung     | Taiwan | gruppspel | Japan     | Kina      | gruppspel | Hongkong  | 5 |
| 2008 Mer information | Ulan Bator   | Japan  |           | Kina      | Mongoliet |           | Taiwan    | 6 |
| 2010 Mer information | Jeju         | Taiwan | 3–1       | Sydkorea  | Japan     | 3–0       | Mongoliet | 5 |
| 2012 Mer information | Peking       | Kina   | gruppspel | Japan     | Taiwan    | gruppspel | Hongkong  | 6 |
| 2014 Mer information | Hongkong     | Japan  | 3–0       | Kina      | Taiwan    | 3–1       | Sydkorea  | 7 |
| 2016 Mer information | Zhangjiagang | Taiwan | 3–1       | Japan     | Kina      | 3–0       | Sydkorea  | 8 |
| 2018 Mer information | Zhangjiagang | Japan  | 3–0       | Kina      | Nordkorea | 3–0       | Sydkorea  | 8 |
| 2021 Mer information | Zhangjiagang |        |           |           |           |           |           |   |

## Utmärkelser
| År   | Mest värdefulla spelare | Bästa coach    |
| ---- | ----------------------- | -------------- |
| 2014 | Zhang Yungyi            | Fujii Masahiro |
| 2016 | Wu Weihua               | Lin Minghui    |
| 2018 | Chinami Furuya          | Ken Nemoto     |